# Apple Watch Series 0
Apple Watch thế hệ thứ nhất (hay còn được gọi là Apple Watch Series 0 để phân biệt với các dòng khác) là thiết bị điện tử đeo tay thông do công ty Apple Inc. thiết kế và phát triển. Nó được công bố bởi giám đốc điều hành Tim Cook vào ngày 9 tháng 9 năm 2014, cùng ngày ra mắt với bộ đôi iPhone 6 và iPhone 6 Plus. Đây cũng là lần đầu tiên Apple cho ra dòng sản phẩm chính thức mới của hãng kể từ khi Tim Cook lên nắm quyền điều hành và nó cũng là sản phẩm đầu tiên phá vỡ cách đặt tên của Apple: đặt tên là Apple Watch thay vì như thông lệ là iWatch. Trước sự kiện ra mắt sản phẩm của Apple năm 2013 cũng đã có nhiều tin đồn cho rằng Apple đang phát triển một loại đồng hồ thông minh có tên là iWatch, lấy bối cảnh các công ty công nghệ đang tạo thành trào lưu làm đồng hồ thông minh. Nhưng phải sau một năm, chiếc đồng hồ thông minh đó mới xuất hiện. Apple Watch xuất hiện được coi là một sự đột phá, định nghĩa lại hoàn toàn khái niệm cũng như thiết kế của một chiếc đồng hồ thông minh. Khá lâu sau, vào ngày 24 tháng 4 năm 2015, chiếc Apple Watch mới chính thức bán ra thị trường. Mặc dù vậy nhưng chỉ trong quý II năm đó, Apple Watch đã trở thành chiếc đồng hồ bán chạy nhất thế giới với doanh số 4,2 chiếc được bán ra, đồng thời trở thành chiếc đồng thông minh phổ biến nhất thế giới và là chiếc đồng hồ đeo tay phổ biến thứ hai trên thế giới (chỉ sau Rolex).

## Lịch sử phát triển
Mục tiêu của Apple Watch là tăng cường mọi người sử dụng iPhone, đồng thời cung cấp thêm một số tính năng bổ sung. Kevin Lynch đã được Apple thuê để chế tạo công nghệ dây đeo cho cổ tay. Anh ấy đã nói rằng: "Mọi người mang điện thoại theo bên mình và nhìn vào màn hình rất nhiều. Mọi người muốn một sự tương tác kiểu vậy. Nhưng làm cách nào chúng ta cung cấp nó khiến người dùng giống như một con người (hơn là một gã tự kỷ cùng với chiếc điện thoại) với những khoảnh khắc khi ở cùng với ai đó."
Trước đó, khi một bài báo của Wired tiết lộ, đưa ra một số thiết kế nội bộ về mẫu đồng hồ thông minh do Apple phát triển. Tin đồn xoay quanh một thiết bị đeo tay do Apple phát triển đã có từ năm 2011 và nó được cho rằng là một biến thể của iPod được uốn quanh cổ tay người dùng và được tích hợp thêm Siri. Vào ngày 10 tháng 2 năm 2013, cả tờ New York Times và Wall Street Journal đều cho rằng Apple đang lên kế hoạch phát triển một chiếc đồng hồ thông minh chạy trên hệ điều hành iOS. Hai ngày sau đó, tờ Bloomberg đã nói rằng dự án đồng hồ thông minh của Apple đã "vượt quá giai đoạn được gọi là thử nghiệm trong quá trình phát triển" và có một nhóm ít nhất 100 nhà thiết kế làm việc trong dự án đó. Các báo cáo tiếp theo chỉ ra rằng Apple đang lên kế hoạch phát hành thiết bị vào cuối năm nay (2013). Nhưng sau đó, vào tháng 7, Financial Times đã báo cáo rằng Apple đã bắt đầu thuê thêm nhân viên để làm việc cho mảng đồng hồ thông minh và họ đang nhắm mục tiêu phát hành vào cuối năm 2014.

## Tính năng nổi bật
Apple Watch được ra mắt với rất nhiều tính năng và cách thức sử dụng tuyệt vời cho một chiếc đồng đeo tay thông minh.

### Núm xoay kĩ thuật số
Đây là một điểm riêng của Apple Watch khiến chúng không bị chê là một phiên bản iPhone thu nhỏ. Thay vì phải thu phóng và vuốt trên một màn hình bé như một chiếc iPhone, người có thể dùng núm xoay kỹ thuật số và chẳng bao giờ lo tay của mình sẽ che hết nội dung hiển thị.

### Đảo chiều màn hình
Đối với các đồng hồ đeo tay thông minh cùng thời, chúng không rất bất tiện khi đeo không đúng tay. Apple đã giải quyết vấn đề này bằng cách cho chiếc đồng hồ của mình tự động xoay chiều tương ứng giống như chúng ta xoay chiều trên một chiếc iPhone.

### Kho ứng dụng
Một điểm yếu ở các đồng hồ khác cùng thời là ít có ứng dụng nổi bật. Do đó, Apple Watch cũng đã được trang bị hệ điều hành watchOS được xây dựng trên iOS và có kho ứng dụng App Store. Thật bất ngờ khi chúng ta có thể đăng nội dung hoặc xem tin tức trên các mạng xã hội.

### Cách nhập ký tự
Thông thường khi nhập văn bản, một bàn phím ảo sẽ xuất hiện. Nhưng khi xuất hiện trên đồng hồ thông minh, chúng chiếm quá nhiều diện tích. Vì vậy, Apple cho người dùng nhập văn bản bằng giọng nói. Điều đáng chú ý ở đây là chiếc đồng hồ này nhận giọng nói cực kỳ chuẩn xác, tự động thêm cả dấu chấm, dấu phẩy một cách hợp lý.

### Chăm sóc sức khỏe
Trên chiếc Apple Watch này, nó sẽ có những ứng dụng tập thể dục thể thao chuyên dụng để theo dõi các chuyển động của người dùng và có cả ứng dụng giúp đặt ra mục tiêu luyện tập. Chiếc đồng có thể theo dõi nhịp tim, năng lượng tiêu thụ của người đeo và đưa ra lời khuyên về sức khỏe.

### Các tính năng khác
Apple Watch có trợ lý ảo Siri. Nó vẫn có thể thực hiện các tác vụ như gọi đồ ăn, đặt vé xem phim, cài đặt báo thức,... Apple Watch mặc dù không tích hợp SIM nhưng nó vẫn có thể gọi thông qua một chiếc iPhone được ghép đôi với nó. Điều đó cần thiết trong trường hợp bạn rất vội và cần một cuộc gọi nhanh ngay trên cổ tay của chính mình. Apple Watch cũng được cá nhân hóa khi chúng ta gắn một dây đeo mới vào nó.

## Hỗ trợ hệ điều hành
Hệ điều hành của Apple Watch Series 0 cũng như các thế hệ sau đều sử dụng hệ điều hành watchOS được xây dựng dựa trên nền tảng là iOS nên chúng vẫn được gọi là các thiết bị iDevices. Apple Watch nguyên bản là chạy watchOS 1.0.0 và được hỗ trợ cập nhật tối đa đến watchOS 4.3.2